# Mormonia scortum
Mormonia scortum là một loài bướm đêm trong họ Noctuidae.